# 牧野忠義 (作曲家)
牧野 忠義（まきの ただよし）は、日本のゲーム音楽作曲家。ベックやカプコンを経て、株式会社スピンソルファを設立。代表取締役就任。

## 概要
東京経済大学にて経済・経営を学ぶ傍ら、在学中よりインディーズレーベルアーティストへの楽曲提供を開始。
旺文社主催 ソニー協賛 全国テープ&ディスク大賞 作編曲部門 優秀賞受賞。アスキーエンタテインメント第四回ソフトウェアコンテスト音楽特別賞受賞。
2002年、ベック(現バンダイナムコ HD BBstudio)入社。2007年、カプコンへ転籍。「モンスターハンター」「ドラゴンズドグマ」等の作曲家・ミュージックディレクター・エンジニアを務める傍ら、「狩猟音楽祭」や「Video Game Orchestra」等に出演。数々の海外レコーディング監修、マルチチャンネルミックスなど作曲のみにとどまらない幅広い実績と視点を武器にハイエンドな楽曲制作をプロデュースしている。
2016年、各ジャンルの実力派メンバーで構成された「株式会社スピンソルファ」を設立、代表取締役に就任。

## BlackLute
BlackLuteは、2012年にモンスターハンターシリーズの楽曲をよりユーザーに伝えたいという思いから、当事カプコン所属の作曲家であった裏谷玲央と共に結成されたギターユニット。モンスターハンターシリーズの楽曲をロックアレンジしたものを演奏し、同年に1stアルバム『BlackLute』を発表。狩猟音楽祭では東京フィルハーモニー交響楽団やHIDE+HIDEと共演しており、モンハンフェスタでも生演奏を行っていた。2020年現在、牧野、裏谷共にカプコンから独立した為、BlackLute名義での活動は休止状態となっている。

## 作品

### ゲーム

#### 2003年
- 機動戦士ガンダム めぐりあい宇宙 - 作曲

#### 2005年
- エウレカセブン TR1:NEW WAVE - 作曲
- SDガンダム ガシャポンウォーズ - 作曲

#### 2006年
- 機動戦士ガンダム クライマックスU.C. - サウンドディレクター/作曲/編曲

#### 2007年
- 宝島Z バルバロスの秘宝 - 作曲

#### 2008年
- モンスターハンター ポータブル 2nd G - 作曲/編曲

#### 2009年
- モンスターハンター3 - 作曲/ギター演奏

#### 2010年
- モンスターハンターポータブル3rd - 作曲

#### 2012年
- Dragon's Dogma - 作曲

#### 2013年
- Dragon's Dogma Dark Arisen - 作曲
- Dungeons & Dragons Chronicles of Mystara - 作曲

#### 2014年
- Dragon's Dogma Quest - 作曲

#### 2015年
- Monster Hunter Explore - 作曲
- Dragon's Dogma Online - 作曲

#### 2016年
- ファイナルファンタジー レコードキーパー（スクウェア・エニックス）- 編曲
- Dragon Project（コロプラ）- 作曲
- Lost in Harmony（DigixArt Entertainment）- 作曲

#### 2017年
- 武器よさらば（グリー）- 作曲
- TITAN SLAYER（コロプラ）- 作曲
- ファイナルファンタジー XV Assassin's Festival（スクウェア・エニックス）- 作曲
- ファイナルファンタジー XV 戦友（スクウェア・エニックス）- 作曲
- ファイナルファンタジー XV EPISODE IGNIS（スクウェア・エニックス）- 作曲

#### 2018年
- モンスターハンター：ワールド（カプコン）- テーマ曲・作曲・編曲
- ブレイブフロンティア2（エイリム）- 作曲
- ファイナルファンタジー XV　ROYAL EDITION - 作曲

#### 2019年
- BIOHAZARD RE:2（カプコン）- 作曲
- ディシディア ファイナルファンタジー NT（スクウェア・エニックス）- 編曲
- 錬神のアストラル（エヌシージャパン）- 作曲
- モンスターハンターワールド：アイスボーン （カプコン）- 作曲・編曲

#### 2020年
- ファイナルファンタジーVII リメイク（スクウェア・エニックス）- 作曲・編曲
- 白猫プロジェクト（コロプラ）- 作曲・編曲
- キャプテン翼 RISE OF NEW CHAMPIONS（バンダイナムコエンターテインメント）- 作曲

#### 2021年
- 僕のヒーローアカデミア ULTRA IMPACT（バンダイナムコエンターテインメント）- 作曲

#### 2022年
- GUNDAM EVOLUTION（バンダイナムコオンライン）- 作曲

#### 2024年
- 鉄拳8（バンダイナムコエンターテインメント）- 作曲
- ファイナルファンタジーVII リバース（スクウェア・エニックス）- 編曲

### アニメ

#### 2020年
- Netflix Dragon's Dogma（Netflix）- 作曲

### ドキュメンタリー

#### 2018年
- NHKスペシャル　秘島探検　東京ロストワールド（NHK）- テーマ曲・作曲

### その他

#### 2021年
- ドバイ万博 日本館 - 音楽

#### 2022年
- パークプレイス大分 シャングリラ - 音楽

### コンサート

#### 2011年
- モンスターハンター オーケストラコンサート~狩猟音楽祭 2011~ - サウンドディレクター・ギター演奏

#### 2012年
- モンスターハンター オーケストラコンサート~狩猟音楽祭2012~ - サウンドディレクター・ギター演奏

#### 2014年
- モンスターハンター10周年記念オーケストラコンサート~狩猟音楽祭2014~ - ギター演奏
- Video Game Orchestra 2014（台湾公演） - ギター演奏

#### 2020年
- モンスターハンターオーケストラコンサート~狩猟音楽祭2020~ - 監修

## ディスコグラフィ

### オリジナルサウンドトラック
2008年
- モンスターハンター狩猟音楽集Ⅱ

2009年
- モンスターハンター３(tri-)オリジナルサウンドトラック

2011年
- モンスターハンター狩猟音楽集Ⅲ＆レアトラックス
  - モンスターハンター狩猟音楽集　スペシャルパック(モンスターハンター狩猟音楽集Ⅰ、Ⅱ、Ⅲのセット)

2012年
- ドラゴンズドグマ　オリジナルサウンドトラック(スクウェア・エニックスより発売)

2013年
- ドラゴンズドグマ:ダークアリズン オリジナル・サウンドトラック(スクウェアエニックスより発売)
- ダンジョンアンドドラゴンズ　クロニクルス・オブ・ミスタラ　オリジナルサウンドトラック

2014年
- モンスターハンター10周年 コンピレーション・アルバム【セルフカバー】
- デビルメイクライ　HR/HMアレンジ
- Dragon's Dogma Online  オリジナルサウンドトラック

2015年
- MONSTER HUNTER EXPLORE　オリジナルサウンドトラック

2018年
- MONSTER HUNTER WORLD　オリジナルサウンドトラック
- ファイナルファンタジー XV　オリジナルサウンドトラック Vol.2

### その他
※ディレクターやアレンジャー、演奏者としてクレジットされているCD
2009年
- モンスターハンターオーケストラコンサート5周年記念狩猟音楽祭
- モンスターハンターオルゴールアレンジアルバム

2011年
- モンスターハンターオーケストラコンサート狩猟音楽祭2011

2012年
- モンスターハンター オーケストラコンサート～狩猟音楽祭2012～
- BlackLute~Monster Hunter Guitar Arrange~

2014年
- モンスターハンター10周年 コンピレーション・アルバム【セルフカバー】
- デビルメイクライ　HR/HMアレンジ

2016年
- FINAL FANTASY RECORD KEEPER　オリジナル・サウンドトラック（スクウェア・エニックス）